# Cargo (bande dessinée)
Pour les articles homonymes, voir Cargo (homonymie).
Cargo est une série de bande dessinée d'aventures du Belge Michel Schetter dont huit albums ont été publiés par Glénat de 1983 à 1990 avant que l'auteur en auto-édite un neuvième en 2004. La série est pré-publiée dans le mensuel Circus.

## Liste des albums
1. L'Écume de Surabaya, Glénat, 1983  (ISBN 2-7234-0384-X).
2. Le Coffre de Box-Calf, Glénat, 1984  (ISBN 2-7234-0465-X).
3. Princesse de lune, Glénat, 1985  (ISBN 2-7234-0542-7).
4. Le Mata-Hari, Glénat, 1987  (ISBN 2-7234-0765-9).
5. Le Sextant, Glénat, 1989  (ISBN 2-7234-1076-5).
6. Le Judas de Shanghaï, Glénat, 1989  (ISBN 2-7234-1076-5).
7. Le Baron Do, Glénat, 1990  (ISBN 2-7234-1124-9).
8. Monsieur Parker, Glénat, 1990  (ISBN 2-7234-1283-0).
9. L'Octopus de Venise, Schetter Éditeur, 2004  (ISBN 2-87366-012-0).